# مردمان غار رد دیر
مردمان غار رد دیر (به انگلیسی: Red Deer Cave People) متأخرترین جمعیت از انسان خردمند باستانی‌ پیشاتاریخی شناخته‌شده است. آثار این جمعیت مربوط به ۱۴۵۰۰ تا ۱۱۵۰۰ سال پیش است و در دو غار مالودُنگ (به انگلیسی: Red Deer Cave) و لُنگلین در یون‌نان در جنوب شرقی چین یافت شده‌اند.
احتمالاتی دربارهٔ هویت این جمعیت مطرح شده‌است. ممکن است اینان آخرین بازمانده‌های انسان خردمند باستانی باشند، یا از تبار فرزندان دورگهٔ انسان خردمند و انسان‌تبار دنیسووا، یا تنها بازمانده‌ای تنومند از انسان خردمند و مرتبط با ملانزیایی‌های کنونی.